# Route nationale 9c
Pour les articles homonymes, voir Route nationale 9.
La route nationale 9c, ou RN 9c, était une route nationale française reliant Sigean à Port-la-Nouvelle. À la suite de la réforme de la numérotation des routes nationales, elle a été renumérotée en RN 139. En 2006, elle est devenue RD 6139.
Avant 1939, la RN 9c reliait Sigean à la Palme et évitait Port-la-Nouvelle tandis que la RN 9 passait par Port-la-Nouvelle. En 1939, l'appellation RN 9c fut affectée au tronçon de Sigean à Port-la-Nouvelle ; celui de Sigean à la Palme fut repris par la RN 9. Le tronçon de Port-la-Nouvelle à la Palme fut déclassé en RD 709.

## Ancien tracé (D 6139)
- Sigean
- Port-la-Nouvelle